# Carlhubbsia kidderi
Carlhubbsia kidderi es un pez de la familia de los pecílidos en el orden de los ciprinodontiformes. En México es conocido como 'guayacón de Champotón'.

## Morfología
Los machos pueden alcanzar los 5 cm de longitud total y las hembras los 6 cm.

## Distribución geográfica
Se encuentran en Centroamérica, desde México hasta Guatemala.

## Hábitat
Son pelágicos, con un rango de pH entre 7.0 y 7.8; dH entre 20 y 2060; no migratorios. De aguas tropicales, entre 24 °C a  30 °C.